# Tert-Butyldiphenylsilyl

Nhóm bảo vệ tert -Butyldiphenylsilyl gắn với alcohol.

tert-Butyldiphenylsilyl, viết tắt là TBDPS, là nhóm bảo vệ các hợp chất alcohol. Công thức hóa học là C16H19Si-.

## Quá trình phát triển
Năm 1975, Hanessian và Lavalle đề xuất nhóm tert-butyldiphenylsilyl là nhóm bảo vệ. tert-Butyldiphenylsilyl được điều chế để thay thế <i id="mwFg">tert</i> -Butyldimethylsilyl của Corey một nhóm bảo vệ chức alcohol:
tert-Butyldiphenylsilylltăng khả năng chống thủy phân axit và tăng tính chọn lọc đối với việc bảo vệ các nhóm hydroxyl bậc 1. Nhóm này không bị ảnh hưởng khi thêm dung dịch axit axetic 80%, chất xúc tác cho sự khử của O-tetrapyranyl, O-trityl và O-tert-butyldimethylsilyl. Nhóm bảo vệ cũng không bị ảnh hưởng bởi dung dịch axit trifluoroacetic (TFA) 50%, và tồn tại trong điều kiện axit khắc nghiệt vốn được sử dụng để thêm hay loại bỏ nhóm benzylidene acetal hay isopropylidene.

## Ứng dụng trong tổng hợp hóa học
Nhóm TBDPS được đánh giá cao vì sự ổn định trong môi trường axit và tác nhân nucleophil cao hơn so với các nhóm bảo vệ ete silyl khác. Điều này được giải thích là do sự án ngữ không gian rộng lớn của các nhóm thế xung quanh nguyên tử silic. Nhóm bảo vệ dễ dàng tiếp cận chức alcohol là nhờ tính chất ái nhân (nucleophil) của nhóm hydroxyl và tính chất ái điện tử (electrophil) của TBDPS. Có thể sử dụng dạng muối triflat hay dạng muối ít hoạt động hóa học như chloride của TBDPS cùng base nhẹ như 2,6-lutidine hoặc pyridine. Hôn hợp này có khả năng chất xúc tác tương tự DMAP hoặc imidazole.
Gắn nhóm bảo vệ dễ nhất ở alcohol bậc 1, sau đó là alcohol bậc 2 và khá khó khăn khi bảo bệ alcohol bậc 3. Có thể thấy nhóm hydroxyl càng ít bị án ngữ không gian thì càng dễ được bảo vệ.
Bảo vệ các nhóm hydroxyl vị trí equatorial ưu tiên hơn nhóm hydroxyl vị trí axial. Hỗn hợp phản ứng và xúc tác bao gồm tert -butyldiphenylsilyl chloride và nitrat bạc. Mục đích của AgNO3 là để tạo kết tủa dạng muối halogen của Ag.

## Độ ôn định
Nhóm TBDPS ổn định trong nhiều điều kiện khác nhau: 
| Điều kiện        | Ổn định                                                            |
| ---------------- | ------------------------------------------------------------------ |
| Axit (nước)      | Bền (ngoại trừ axit mạnh có thời gian phản ứng dài / nhiệt độ cao) |
| base (nước)      | Bền (ngoại trừ base mạnh có thời gian phản ứng dài / nhiệt độ cao) |
| Tác nhân khủ     | Bền (Pd / H 2, Na / NH 3), Zn / HCl: Không bền (axit mạnh)         |
| Tác nhân oxy hóa | Bền                                                                |
| Nucleophil       | Bền (ngoại trừ F -)                                                |
| Electrophil      | Bền                                                                |
| Gốc tự do        | Bền                                                                |
| Carbene          | Bền                                                                |